# Balthasar Coymans (1589-1657)

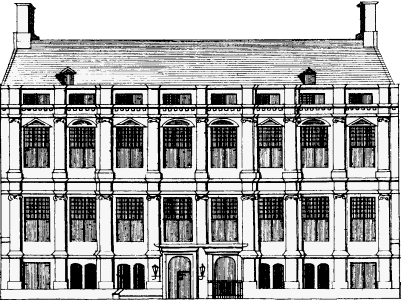
Keizersgracht 177. Het huis van de familie Coymans, ontworpen door Jacob van Campen. Tekening door Caspar Philips voor het Grachtenboek, uitgegeven in 1771

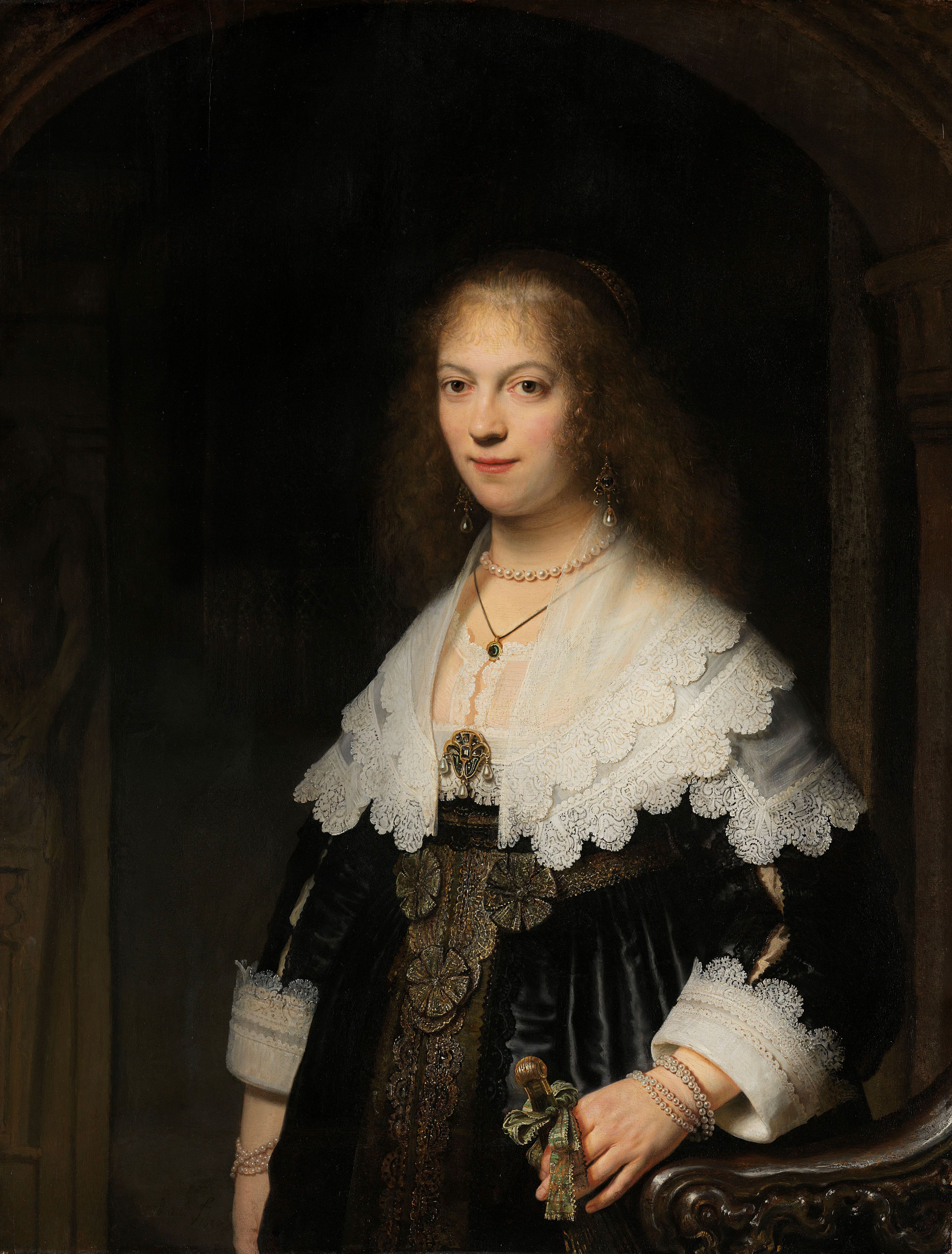
Portret van Maria Trip (1619-83), zuster van Jacobus Trip en later de echtgenote van Balthasar Coymans (1639) Rembrandt, Rijksmuseum

Balthasar Coymans (11 september 1589 - 14 februari 1657), heer van Streefkerk, was de zoon van Balthasar Coymans (1555-1634), een schatrijke Amsterdamse koopman. Hij trouwde in 1641 met 30-jaar jongere Maria Trip (1619-1683), de dochter van Elias Trip (1570-1631). Het echtpaar kreeg zes kinderen.
- Baltina (1642-1709) - trouwde in 1662 met Jan Bernard;
- Aletta (1643-) trouwde met Geleijn Lampsins;
- Maria (1645-) trouwde met Gualterus Boudaen
- Isabella (1647-1705) - trouwde in 1667 met Jacob Boreel;
- Hieronimus
- Sophia 1649-
- Elias 1650-
- Constancia (1652-) trouwde met Johan Carel Smissaert
- Balthaer 1653-

Zijn broer Johannes Coymans (1601-1657) was deelgenoot in het handelshuis van de Familie Coymans en in 1634 getrouwd met Sophia Trip (1615-1679). Dat echtpaar had tien kinderen. De beide broers bewoonden aanvankelijk Herengracht 40, maar lieten rond 1625 een dubbelpand bouwen op Keizersgracht 177, ontworpen door Jacob van Campen. In totaal woonden er zeker twintig mensen in het grote huis.
In de jaren veertig was de firma de grootste rekeninghouder bij de Amsterdamse Wisselbank en verrekende vier miljoen gulden met de bank. Coymans en zijn broer verdienden 300.000 gulden alleen al aan interest. Via een filiaal in Cadiz werd handel gedreven op Zuid-Amerika (zilver) en vanuit Amsterdam in Zweeds ijzer en teer en speculeerde rond 1638 met Deense salpeter. In de jaren vijftig investeerde de firma in de turfexploitatie van het Oost-Groningse Wildervanck.

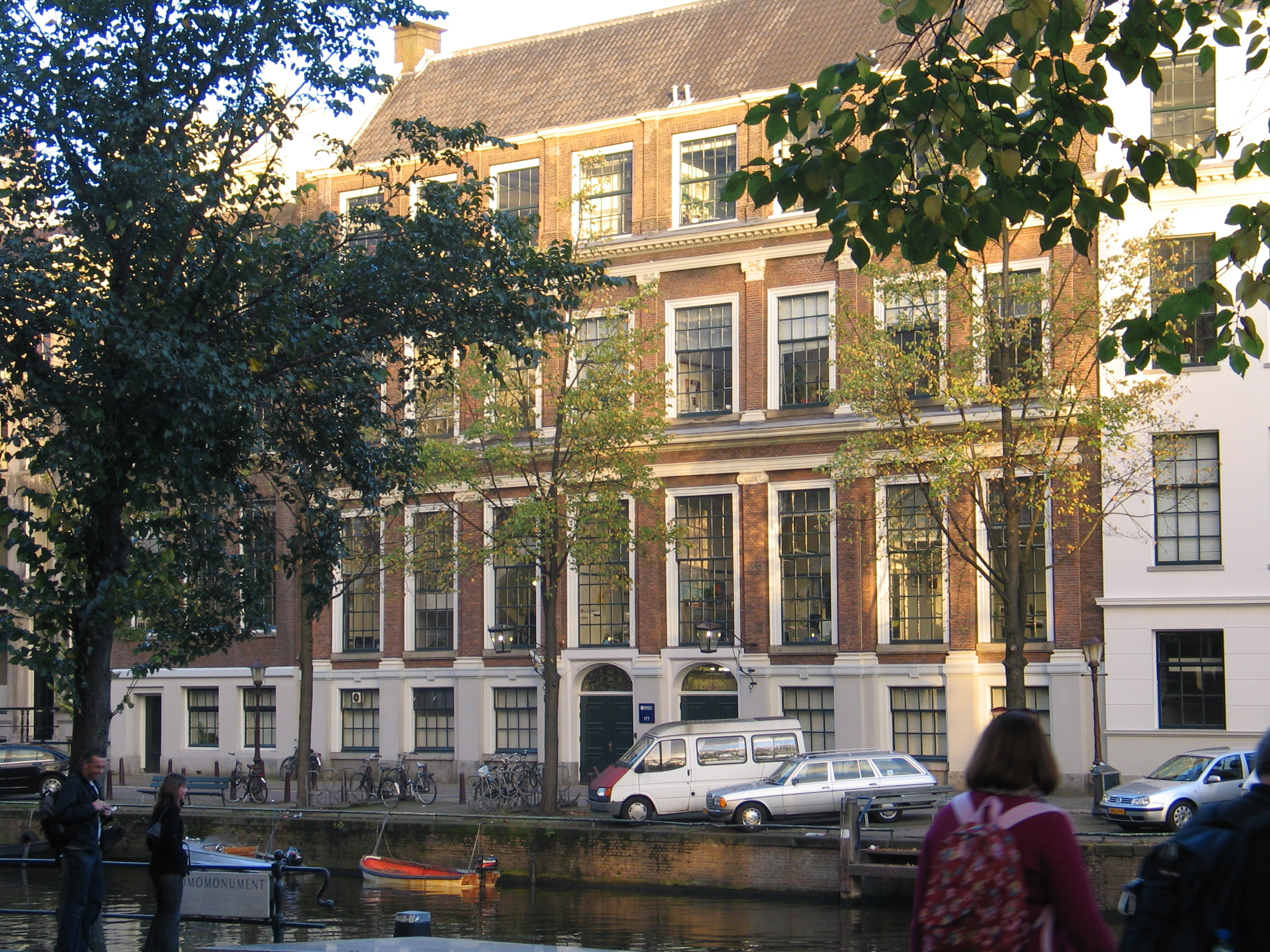
Keizersgracht 177, de Coymanshuizen in 2008

- De weduwe Maria Trip hertrouwde met Utrechtse notabele Pieter Ruysch van Wayenburg. In het Rampjaar moest hij de Franse troepen afkopen zodat hun/haar huis niet geplunderd werd.